# シドノンイミン

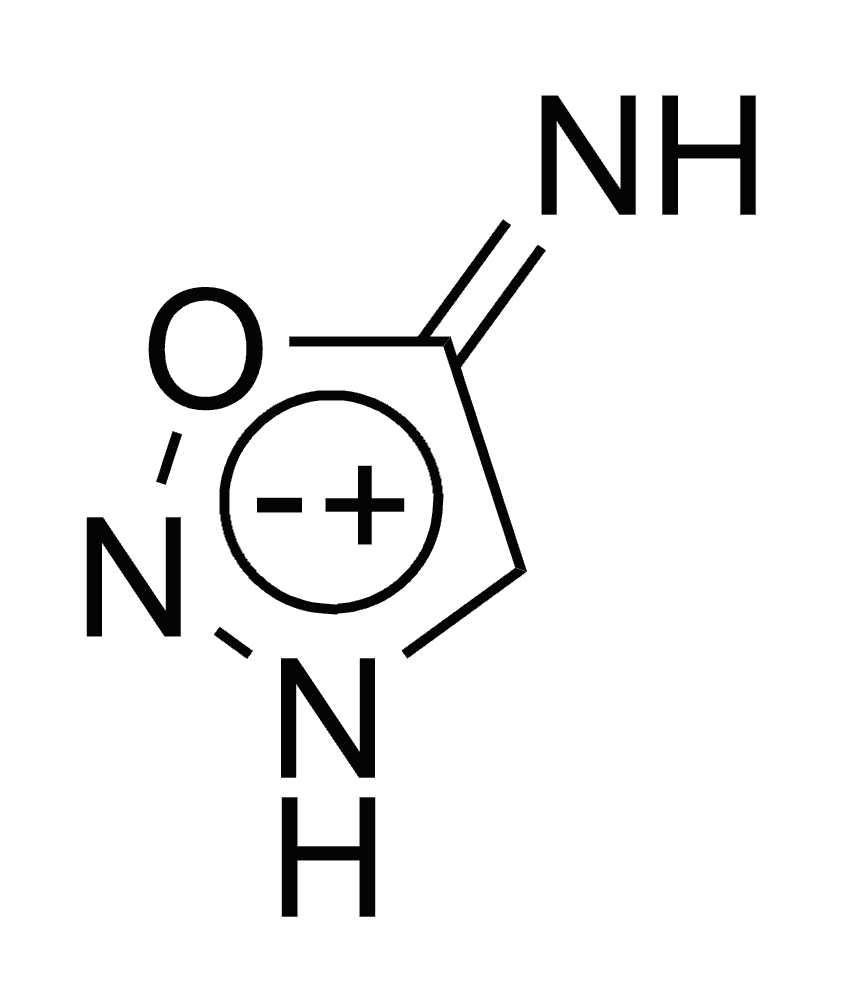
シドノンイミンの化学構造

シドノンイミン(Sydnone imine)は、メソイオンヘテロ環芳香族化合物である。シドノンのケト基がイミノ基に置き換わったものである。
シドノンイミンの構造は、フェプロシドニンやメソカルブ、モルシドミン、シクロシドミン、リンシドミン等の薬品で見られる。